# حيق
حيق هي قرية في مقاطعة مشكين شهر، إيران. عدد سكان هذه القرية هو 1,237 في سنة 2006.